# Шутовський потік
Шутовський потік (словац. Šútovský potok) — річка в Словаччині; права притока Вагу. Протікає в округах Дольни Кубін і Мартін.
Довжина — 9.5 км; протікає Шутовською долиною. Витікає в масиві Мала Фатра (на схилі гори Стог) — на висоті 1220 метрів.
Впадає у водосховище Крпеляни біля села Шутово на висоті 430 метрів.